# Theodore F. Green
Theodore F. Green (Providence, 1867. október 2. – Providence, 1966. május 19.) az Amerikai Egyesült Államok szenátora (Rhode Island, 1937–1961).